# Issachar Bates
Issachar Bates (ur. 1758, zm. 1837) – amerykański poeta i kompozytor. Walczył w Wojnie o niepodległość Stanów Zjednoczonych. Dołączył do wspólnoty Szejkersów, decydując się na życie w celibacie zgodnie z wymogami tej grupy religijnej. Okazał się bardzo sprawnym propagatorem idei zgromadzenia. Jest autorem między innymi pieśni Come Life, Shaker Life.